# كريس غوسلين
كريس غوسلين (بالإنجليزية: Chris Goslin)‏ (12 مايو 2000 بكينغستون في جامايكا - ) هو لاعب كرة قدم أمريكي وجامايكي في مركز الوسط. لعب مع أتلانتا يونايتد وتشارلستون بيتري.

## وصلات خارجية
- كريس غوسلين على موقع الدوري الأمريكي (الإنجليزية)
- كريس غوسلين على موقع قاعدة بيانات كرة القدم.إي يو (الإنجليزية)
- كريس غوسلين على موقع Soccerbase.com (لاعب) (الإنجليزية)
- كريس غوسلين على موقع Soccerway.com (الإنجليزية)
- كريس غوسلين على موقع عالم كرة القدم.نت (الإنجليزية)